# گوستیرادیچه
گوستیرادیچه (به صربی: Gostiradiće) یک منطقهٔ مسکونی در صربستان است که در Raška واقع شده‌است. گوستیرادیچه ۵۳ نفر جمعیت دارد.